# Битка код источних Соломона
Поморска Битка код Источних Соломона, такође позната и као Битка код Стјуарт острва, а у јапанској литератури као Друга битка у Соломоновом мору (јап:第二次ソロモン海戦), трајала је од 24. до 25. августа 1942. године, и била је то трећа битка између носача авиона у Пацифичкој кампањи Другог светског рата, а друга већа битка између америчке и јапанске флоте током Гвадалканалске кампање. Као и у бици у Коралном мору, и бици за Мидвеј, бродови обе стране нису успеле да остваре визуелни контакт. У потпуности, сви напади у овој бици су изведени од авиона стационираних на носачима авиона или копненим аеродромима.
Након неколико ваздушних напада, површинске морнаричке снаге Сједињених Америчких држава и Јапана, напуштају област битке, без јасно видљивог победника. Међутим, Американци и њихови савезници су извукли већу тактичку и стратегијску корист из битке од Јапанаца, пошто су њихове снаге имале мање губитке од јапанских, које су изгубиле више авиона и обученог авио особља. Такође, јапанска појачања одређена за Гвадалканал, била су одложена, и касније су пребачена помоћу ратних бродова, уместо транспортним бродовима, дајући савезницима више времена за припрему одбране од нове јапанске контра-офанзиве, а уједно, Јапанци нису успели да пребаце тешку артиљерију, муницију и друге логистичке потребе, које би пружиле значајну помоћ њиховим снагама, у борби за острво.

## Позадина
Дана 7. августа 1942. године, савезничке снаге (првенствено америчке) су се искрцале на острва; Гвадалканал, Тулаги, Гавуту и Танамбога, сва из састава Соломонових острва. Искрцавање савезника на ова острва изведено је да би се спречило њихово коришћење од стране Јапанаца као базе за пресецање снабдевачких путева из САД за Аустралију и уједно обезбедили острва као стартне тачке за кампању, чији би евентуално циљ био: изолација главне јапанске базе на том делу Пацифика - лука Рабаул, а у исто време, подршка савезничкој кампањи на Новој Гвинеји. Ова искрцавања су подстакла шесто-месечну Гвадалканалску кампању.
 Савезничка искрцавања су посредно била брањена од три америчке оперативне ескадре носача авиона; ТФ 11 (Саратога), ТФ 16 (Ентерпрајс) и ТФ 18 (Весп), односно њихових авиогрупа, и површинских помоћних и ратник бродова, укључујући један бојни брод, крстарице и разараче. Општи командант све три оперативне ескадре, био је амерички вицеадмирал Френк Џек Флечер, који се налазио на носачу авиона Саратога. Авиони са три америчка носача авиона, пружала су ваздушну потпору инвазионим снагама, и одбрану од могућих јапанских ваздушних напада из Рабаула. Након успешно изведених искрцавања, оперативне ескадре носача авиона остају у области јужног Пацифика, са задатком; заштита комуникационе линије између великих савезничкихе база на Новој Каледонији и Еспириту Санто; ваздушна потпора савезничким копненим снагама на Гвадалканалу и Тулагују, у случају било какве јапанске контра-офанзиве; заштита савезничких транспортних бродова, који преносе појачања ка Гвадалканалу; и, проналажење и уништење било којег јапанског ратног брода, који се налазио у њиховом домету.
Између 15. и 20. августа, амерички носачи авиона, пружају заштиту испоруци ловачких и бомбардерских авиона, на управо завршеном аеродрому „Хендерсеново поље“ на Гвадалканалу. Авиони који су базирали на аеродрому „Хендерсеново поље“, убрзо су отпочели дејства против покрета јапанских снага на Соломоновим острвима, и јапанских ваздушних снага у области јужног Пацифика. Чињеница је, да је савезничка контрола „Хендерсеновог поља“ имала кључни фактор у дуготрајној бици за Гвадалканал.
Повративши се од изненађења, насталог савезничком офанзивом на Соломоновим острвима, јапанске морнаричке (под командом адмирала Исороку Јамамотоа) и армијске снаге, припремају једну контра-офанзиву, са циљем, протеривање савезничких снага са Гвадалканала и Тулагија. Конта-офанзива је добила назив „операција Ка“ (Ка долази из првог слога за Гвадалканал, који је изражен у јапанском језику), која је за допунски циљ имала, уништење савезничких ратних бродова у области јужног Пацифика, нарочито америчких носача авиона.

## Битка

### Увод
Један конвој, на коме се налазило 1.411 војника из „Ичики“ пука, као и неколико стотина војника из 5. Јокосука специјалне морнаричке десантне јединице, укрцаних на три спора транспортна брода, напуста 16. августа 1942. године, велику јапанску базу на атолу Трук, и полази ка Гвадалканалу. Заштиту транспортним бродовима пружала је лака крстарица Џинцу, 8 разарача и 4 патролна брода, под командом контраадмирала Раизо Танаке, чији је заставни брод била крстарица Џинцу Такође из базе Рабаул, као ближа заштита, полазе четири тешке крстарице из 8. флоте, под командом вицеадмирала Гуничи Микаве. То су биле исте оне крстарице, које су нешто раније нанеле тежак пораз савезничким поморским снагама у бици код острва Саво. Танака је планирао да 24. августа искрца трупе из његовог конвоја, на Гвадалканал.
Дана, 21. августа, остатак јапанских „Ка“ поморских снага напуста Трук, и креће ка јужним Соломонима. Ови бродови су били подељени у три групе; „Главне снаге“ које су чинила 3 јапанска носач авиона – Шокаку, Зуикаку и Рјуџо, плус заштитне снаге од једне тешке крстарице и 8 разарача, биле су под командом вице-адмирала Чуичи Нагуме, који се налазио на носачу Шокаку; „Ударне снаге“, састављене од 2 бојна брода, 3 тешке крстарице, једне лаке крстарице и 3 разарача, под командом контраадмирала Хироаки Абеа; и „Извиђачке снаге“, састављене од 5 тешких крстарица једне лаке крстарице, 6 разарача и једног носача хидроавиона (Читосе), под командом вицеадмирала Нобутаке Конде. Поред тога, око 100 бомбардерских, ловачких и извиђачких авиона јапанске морнарице се налазило на аеродромима у Рабаулу и околних острва. Нагумове главне снаге, пловиле су иза ударних и извиђачких снага, како би што дуже остале неоткривене од америчких извиђачких авиона.
План „Ка“ је предвиђао у случају откривања локације било којег америчког носача авиона, од стране јапанских извиђачких авиона или услед напада његових авиона на јапанске копнене снаге, да се са Нагумових носача авиона одмах лансира једна ударна група, која ће да уништи непријатељски носач авиона. Након уништења или оштећења америчких носач авиона, Абеове ударне и Кондове извиђачке снаге, пресреле би и уништиле остатак савезничких поморских снага, у једној блиској борби. Јапанске поморске снаге би затим бомбардовањем неутралисале аеродром „Хендерсеново поље“, а уједно би покривале искрцавања јапанских трупа, које би поново заузеле Гвадалканал и Тулаги.
Као реакција на једну неочекивану копнену битку између америчких маринаца и јапанских снага на Гвадалканалу, током 19. и 20. августа, америчке оперативне ескадре носача авиона под Флечером, које су се налазиле на око 400 наутичких миља јужније, крећу 21. августа ка Гвадалканалу. Носачи авиона требало је да пруже потпору маринцима на острву, у одбрани „Хендерсеновог поља“ и да нападну и униште било које јапанске поморске снаге, које би пружале помоћ јапанским трупама у копненој бици за Гвадалканал.
Током 22. августа, савезничке и јапанске поморске снаге, пловиле су једне према другим. Иако су обе стране вршиле интензивна авио извиђања, ниједна од њих није успела да открије супарничку. Пошто им је нестао најмање један извиђачки авион (оборен од авиона са Ентерпрајса, пре него што је успео да пошаље депешу шта се догодило), Јапанци чврсто верују да су у тој области присутни амерички носачи авиона. Међутим, Американци су били необавештени о присуству и снази јапанских површински снага.
У 09:50 сати, 23. августа, један амерички патролни хидроавион Каталина, који је базирао у Ндени на острвима Санта Круз, опажа Танакин конвој. Касније тог поподнева, без јасног увида о јапанским бродовима, две америчке ваздухопловне ударне групе, са носача авиона Саратога и „Хендерсеновог поља“, полазе у напад на Танакин конвој. Међутим, Танака знајући да ће након његовог опажања да дође до ваздушног напада, чека да се амерички авион удаље, а затим нагло мења правац пловидбе и напушта област, тако да америчке ударне групе авиона, са Саратоге и „Хендерсеновог поља“, нису успеле да лоцирају његове бродове. Након што је Танака поднео извештај својим претпостављенима, да је изгубио доста времена пловећи на север, како би избегао савезничке ваздушне нападе, искрцавање његових трупа на Гвадалканал је померено за 25. август. Од 18:23 сати, 23. августа, без опажања јапанских носача виона и без обавештења о њиховом приству у области јужног Пацифика, Флечер шаље носач авиона Весп, који је остао са мало горива, и остатак оперативне ескадре ТФ 18, на два дана дугачку пловидбу ка острву Ефату - Нови Хебриди, ради попуне горивом. Стога, Весп и његова пратећа група ратних бродова, нису учествовали у предстојећој бици.

### Акције носача авиона 24. августа
У 01:45 сати, 24. августа, Нагумо наређује контраадмиралу Чуичи Хари, да са лаким носач авиона Рјуџо, тешком крстарицом Тоне и разарачима Амацуказе и Токицуказе, настави пловидбу испред главних јапанских снага, и у зору изведе један ваздушни напад на „Хендерсеново поље“. Мисија носача авиона Рјуџо је највероватније настала као одговор на молбу Нишизе Цукахаре, морнаричког команданта у Рабаулу, да Комбинована флота неутралише „Хендерсеново поље“. Мисија је такође била од Нагуме намењена као замка за привлачење америчке пажње, тако да би се остатак јапанских снага могао неоткривено приближити до америчких поморских снага, а уједно би се пружила подршка и обезбеђење искрцавању Танакиног конвоја. Већина авиона на носачима Шокаку и Зуикаку, била је припремљена за узлетање, чим би се добило обавештење да су амерички носачи авиона били лоцирани. Између 05:55 и 06:30 сати, амерички носач авиона Ентерпрајс, на основу извештаја патролног авиона Каталина из Ндениа, лансира свој властити извиђачки авион, да трага за јапански морнаричким снагама.
У 09:35 сати, једна Каталина је први пут опазила снаге, у чијем саставу се налазио носач авиона Рјуџо. Још неколико пута су уочени Рјуџо и бродови Кондиних и Микавини снага, од различитих америчких извиђачких авиона, нешто касније тог јутра. Током јутра и раног поднева, амерички авиони су такође уочили неколико јапанских подморница и извиђачких авиона, наводећи Флечера да поверује како Јапанци знају где се налазе његови носачи авиона, што, међутим, још увек није био случај. Флечер је оклевао да изда наређење за један ваздушни удар на групу где се налазио Рјуџо, пошто није био сигуран да у области не постоје још неке јапанске снаге са носачима авиона. Коначно, са слабим извештајима о постојању или локацији осталих јапанских носач авиона, Флечер лансира једну групу од 38 авиона са носача авиона Саратога, у 13:40 сати, ради напада на Рјуџо. Међутим, он одржава припремљене авионе на оба америчка носача авиона, у случају да се открију још неки јапански носачи авиона.
У 12:20 сати, са носача Рјуџо узлећу 6 обрушавајућих бомбардера Накаџима Б5Н и 15 ловца Зеро, у напад на „Хендерсеново поље“, који је требало да буде синхронизован заједно са нападом од 24 бомбардера Мицубиши Г4М и 12 ловца Зеро, из Рабаула. Међутим, не знајући за авионе са носача Рјуџо, авиони из Рабаула, који су током лета наишли на јако лоше време, окренули су се назад ка својој бази, још у 11:30 сати. Авиони са носача Рјуџо су откривени на радару носача Саратога, док је пловио ка Гвадалканалу, како би дошао у бољи положај за предстојећи амерички ваздушни напад. Авиони са Рјуџа долећу над аеродром „Хендерсеново поље“ у 14:23 сати, и улазе у борбу са америчким ловцима из такозваних „Кактус ваздушних снага“, бомбардујући у исто време аеродром. У насталој борби Јапанци губе 3 обрушавајућа бомбардера и 3 ловца, док су Американци изгубили 3 ловца, али нису нанесене значајније штете аеродрому.
У 14:25 сати, један јапански извиђачки авион, лансиран са тешке крстарице Чикума, уочава америчке носаче авиона. Премда је авион оборен, његов извештај је послат на време, и Нагумо одмах наређује његовим ударним снагама на носачима Шокаку и Зуикау, да полете у напад. Са два јапанска носача авиона полази у напад први талас од 27 обрушавајућих бомбардера Аичи Д3А и 15 ловца Зеро, и он је већ у 14:50 сати летео ка носачима Ентерпрајс и Саратога. У исто време, два америчка извиђачка авиона коначно откривају јапанске главне снаге. Међутим, због комуникационих проблема, извештаји о овим опажањима, никада нису стигла до Флечера. Пре него што су напустили област, два америчка извиђачка авиона нападају носач Шокаку, проузрокујући безначајне штете. Други талас од 27 обрушавајућих бомбардера Аичи Д3А и 9 ловца Зеро, узлеће са јапанских носача авиона у 16:00 сати, и лети на југ ка америчким носачима авиона. Абеове ударне снаге такође избијају на чело јапанских снага, исчекујући двобој са америчким бродовима у једној површинској бици после смркавања.
Приближно у исто време, ударна група авиона са носача Саратоге је приспела и отпочиње напад на носач Рјуџо. Носач авиона Рјуџо је погођен са три до пет бомбе, можда једним торпедом, а погинула су 120 члана његове посаде. Услед тешких оштећења, посада у сумрак напушта брод, који убрзо тоне. Разарчи Амацуказе и Токицуказе сакупљају преживеле са носача Рјуџо, као и чланове авио посада, који су се вратили из напада на „Хендерсеново поље“, али су морали да спусте своје авионе у океан. Пре него што је потонуо, неколико бомбардера Боинг Б-17 напада оштећени Рјуџо, али нису причињене никакве штете. Након што је операција спашавања комплетирана, оба разарача и крстарица Тоне, придружују се Нагумовим главним снагама.
У 16:02 сати, још увек очекујући један коначни извештај о локацији јапанске флоте носача авиона, амерички радари на носачима авиона откривају приближавање првог нападног таласа јапанских авиона. Педесет-три ловца Граман , са два америчка носача авиона, била су навођена радаром према долазећим јапанским авионима. Међутим, комуникациони проблеми, лимитирали су идентификационе способности радара, а првобитни поступак надзора и ефективно покривање јапанских обрушавајућих бомбардера од ловаца Зеро, спречили су готово све, осим неколико америчких ловаца да нападну обрушавајуће бомбардере, пре него што су ови отпочели нападе на америчке носаче. Нешто мало пре него што су јапански обрушавајући бомбардери отпочели са нападом, палубе носача авиона Ентерпрајс и Саратога су очишћене, пошто су лансирани авиони који су били спремни, у случају да се открије јапанска флота носача авиона. Овим авионима је речено да лете на север и нападну било који брод на који наиђу, или да лете у круг ван борбене зоне, док не буде безбедно за њихов повратак.
У 16:29сати, јапански обрушавајући бомбардери отпочињу напад на америчке бродове. Премда је неколико јапанских авиона покушало да изведе напад на Саратогу, они брзо настављају даље до оближњег носача, који је био Ентерпрајс. Стога, Ентерпрајс је био мета, готово свих јапанских авио напада. Неколика ловца Граман F4F је пратило јапанске Накаџима Б5Н у њиховим обрушавјућим нападима, упркос жестокој против-авионској ватри са Ентерпрајса и његових пратећих бродова, у безнадежном покушају да спрече њихове нападе. Најмање 4 ловца Граман F4F вајлдкет су оборена од америчке против-авионске ватре, као и неколико Накаџима Б5Н.
Због ефикасне против-авионске ватре са америчких бродова, и избегавајућих маневра, бомбе које су избачене из прве групе, првог јапанског таласа, промашиле су Енерпрајс. Међутим у 16:44 сати, једна оклопно-пробојна бомба, са одложеним дејством, пробија полетно-слетну палубу у близини лифта и пролази кроз три палубе пре него што експлодира испод водене линије, убијајући 35 људи, и ранивши више од 70. Продор морске воде проузрокује безначајно нагињање Ентерпрајса на бок, али то није битније утицало на исправност трупа.
Свега 30 секунди касније, друга бомба, из друге групе јапанског првог таласа, погађа брод, једно 4,5 метара далеко од поготка прве бомбе. Експлозија бомбе изазива паљење и експлозију једне од оближњих граната 127 mm, припремљених за дејство, убијајући 35 члана посаде код оближњег топа, и изазива велику ватру.
Око један минут касније, у 16:46 сати, трећа и последња бомба пада на полетно-слетну палубу носача Ентерпајс, иза прва два поготка. Ова бомба је при контакту са палубом одмах експлодирала, стварајући 3 метра велику рупу на палуби, али другог већег оштећења није било. Четири обрушавајућа бомбардера, која нису успела да нападну Ентерпајс, нападају бојни брод Норт Каролајн, али све бомбе промашују, док су ти исти авиони оборени дејством америчких ловаца. Напад је завршен у 16:48 сати, и сви преживели јапански авиони окупљени у мањим групама, враћају се на своје бродове.
Обе стране су сматрале да су оне нанеле више штете једни другим за време напада, него што се оне стварно биле. Американци су тврдили да су оборили 70 јапанских авиона у овом нападу, иако су свега 42 јапанска авиона учествовала у том нападу. Стварни јапански губици, из свих разлога, били су 25 авиона, са већином изгубљених чланова, без могућност њиховох повратка или спашавања. Јапанци су за овај део битке, погрешно веровали, да су они оштетили два америчка носача авиона, уместо једног. Американци су изгубили 6 авиона у борби, али је већина њихових посада спасено.
Иако је Ентерпрајс био тешко оштећен и у пламену, његови тимови за контролу штете су били способни да ураде довољне поправке на броду, и он је у 17:46 сати, поново био способан да са њега узлећу и слећу авиони, свега један сат након што је битка завршена. У 18:05 сати, Саратогине ударне снаге се враћају након потапања носача Рјуџо, и слећу без већих инцидената. Други талас јапанских авиона се приближио америчким носачима у 18:15 сати, али не успева да лоцира америчке формације, због комуникационих проблема, и био је присиљен да се врати ка својим носачима, без могућности напада на било који амерички брод, изгубивши притом 5 авиона, услед несрећних случајева. Већина америчких авиона са носача авиона, који су лансирани пре напада првог јапанског таласа, нису успела да пронађу ниједну мету. Међутим, пет обрушавајућих бомбардера Авенџер, са Саратоге, уочавају Кондине извиђачке снаге, и нападају носач хидроавиона Читосе, који је оштећен од две експлозије бомби, које су пале у његовој близини Део авиона са америчких носача је слетео на „Хендереново поље“, а они који су били способни да се врате до својих носача, то су и учинили са првим мраком. Амерички бродови се повлаче ка југу, како би изашли из домета било којег јапанског брода. Чињеница је, да су Абеове ударне снаге, и Кондине извиђачке снаге пловиле према југу, покушавајући да достигну америчке оперативне ескадре носача авиона, и да им наметну једну топовску битку, али оне се око поноћи окрећу, и плове назад, без оствареног контакта са америчким ратним бродовима. Нагумове главне снаге, које су претрпеле релативно тешке губитке у авионима током борбе, плус мањак горива, такође се повлаче из те области и плове на север.

### Акције током 25. августа
Верујући да су два америчка носач авиона била ван употребе, услед тешких оштећења, Танакин конвој са појачањима наставља пут ка Гвадалканалу, и у 08:00 сати, 25. августа, налазио се на око 150 наутичких миља од одредишта. У то време, Танакином конвоју, придружују се пет разарача, који су ноћ раније гранатирали аеродром “Хендерсеново поље“, проузроковавши мала оштећења. У 08:05 сати, 18 америчких авиона са аеродрома „Хендерсеново поље“, напада Танакин конвој, и тешко оштећују лаку крстарицу Џинцу, убијајући притом 24 члана њене посаде, а од ударца, Танака губи свест. Трупни транспортни брод Кинрју Мару је такође био погођен, и нешто касније тоне. Док је јапански разарач Муцуки пловио упоредо са Кинрју Мару, покушавајући да спаси њену посаду и укрцане трупе, нападнут је од 4 америчка бомбардера Боинг Б-17, који су долетели из базе на острву Еспириту Санто. Неколико бомби падају на и око њега, услед чега разарач Муцуки тоне. Повративши се неозлеђен, али осетно уздрман, Танака шаље крстрицу Џинцу ка бази Трук, прелази на разарач Кагеро, и полази са конвојем ка јапанској бази на Шортлендским острвима. Убрзо, и Јапанци, и Американци, се одлучују да потпуно повуку своје ратне бродове из ове области, чиме је битка завршена. Јапанске поморске снаге остају у области северних Соломона, изван домета америчких авиона базираних на „Хендерсеновом пољу“, пре коначног повлачења у базу Трук, 5. септембра 1942. године.

## Након битке
Битка код источних Соломона, била је генерално гледано, једна тактичко-стратегијска победа Америчке морнарице, пошто су Јапанци изгубили више бродова, авиона и чланова авио посада, а уједно, јапанска појачања намењена снагама на Гвадалканалу, била су одложена. Сумирајући све детаље битке, историчар Ричард Б. Френк тврди:
„Битка код источних Соломона је била неоспорно америчка победа, али је имала мали значај, осим смањења броја јапанских пилота, увежбаних да слећу на носаче авиона. Јапанска појачања, која нису стигла спорим транспортним бродовима, ускоро су пребачена на Гвадалканал другим средствима.“
Американци су изгубили свега 7 чланова авио-посада, у овој бици, док су Јапанци изгубили 61. члана авио-посада, углавном ветерана многих борби, који су били за Јапанце тешко замењиви, пошто је био лимитиран капацитет њиховог програма обуке авио-посада, а није постојала обучена резерва. Јапанске трупе, које су се налазиле на Танакиним транспортним бродовима, касније су на Шортлендским острвима укрцане на разараче, и 29. августа 1942. године, пребачене су на Гвадалканала, без већине њиховог тешког наоружања.
Колика је била важност аеродрома „Хендерсеново поље“, видело се већ приликом следећег јапанског покушаја да достави појачање на Гвадалканал. Дана, 28. августа 1942. године, јапански разарач Асагири је потопљен, а друга два су тешко оштећена, на око 70 наутичких миља северно од Гвадалканала, од америчких авиона базираних на том аеродрому. Јапанци наставља са покушајима да поврате Гвадалканал, и битка за острво се нашла у два месеца дугој пат позицији. У том периоду долази до две веће битке; 13. септембра, копнена битка за Едсонов гребен, а почетком октобра, поморска битка код рта Есперанс.
Амерички носач авиона Ентерпрајс одлази у Перл Харбор ради ремонта, који је завршен 15. октобра 1942. године. Он се вратио на јужни Пацифик, таман на време да узме учешће у бици код Санта Круз острва, где се поново сусрео са јапанским носачима Шокаку и Зуикаку.